# 大司馬
大司馬（だいしば）は、中国の王朝の官職の一つ。主に軍事を取り仕切り、現在の役職に例えれば国防長官である。ただし、その上に大将軍職が設けられる場合もあった。

## 概要
春秋戦国時代では、兵馬（軍事）を司る省の長だったようである。
秦代には太尉と呼ばれていた武官の職である。
前漢では、三公（三つの最高官職の内の一つ）の中の一つであった。恵帝6年（紀元前189年）に周勃が太尉となったのが漢での最初である。武帝の建元2年（紀元前139年）に田蚡が免官されて以後は太尉は置かれず、事実上の廃止となる。武帝の元狩4年（紀元前119年）に大将軍衛青と驃騎将軍霍去病を並立させるため、初めて大司馬が霍去病に与えられ、将軍号に冠した。宣帝の地節2年（紀元前68年）に、大司馬・大将軍霍光が亡くなると、宣帝はその子の霍禹を単に大司馬とし、将軍号を削って兵権を奪った。この時のみ大司馬には兵権が無かった。その後も三公での順位や将軍号の有無の変遷があったが、大司馬の職位は続いた。
新の王莽を打倒した更始帝も大司馬を置き、劉秀は当初、兼務の行大司馬として河北に渡った。劉秀が皇帝に即位すると、また大司馬を置き、呉漢が任じられた。
後漢の建武27年（51年）に太尉に置き換わった。
魏・晋には、太尉と並立しながらも三公より格上の職として復活し、曹仁などの大物が就任した。

## 大司馬就任者の一覧
- 前後左右大司馬
- 行大司馬事
- 自称
- 追贈

### 漢代

#### 前漢
注記のない限り『漢書』百官公卿表による。
| 名前   | 将軍号             | 皇帝 | 就任                        | 退任                             | 前職                 | 退任理由     | 備考                                                   |
| ------ | ------------------ | ---- | --------------------------- | -------------------------------- | -------------------- | ------------ | ------------------------------------------------------ |
| 衛青   | 大将軍             | 武帝 | 元狩4年 （前119年）         | 元封5年 （前106年）              | 大将軍               | 死去         | 武帝衛皇后の弟                                         |
| 霍去病 | 驃騎将軍           | 武帝 | 元狩4年 （前119年）         | 元狩6年9月 （前117年）           | 驃騎将軍             | 死去         | 衛皇后・衛青の甥                                       |
| 霍光   | 大将軍             | 武帝 | 後元2年2月丁卯 （前87年）   | 地節2年3月庚午 （前68年）        | 侍中奉車都尉         | 死去         | 霍去病の異母弟 昭帝上官皇后の母方の祖父 宣帝霍皇后の父 |
| 張安世 | 車騎将軍→衛将軍    | 宣帝 | 地節3年4月戊申 （前67年）   | 元康4年8月丙寅 （前62年）        | 車騎将軍             | 死去         | 張湯の子                                               |
| 霍禹   | 右将軍             | 宣帝 | 地節3年 （前67年）          | 地節3年7月壬辰 （前67年）        | 右将軍               | 処刑         | 霍光の子 上官皇后の伯父 霍皇后の兄                     |
| 韓増   | 車騎将軍           | 宣帝 | 神爵元年 （前61年）         | 五鳳2年4月己丑 （前55年）        | 前将軍               | 死去         | 韓王信の玄孫 韓説の子                                  |
| 許延寿 | 車騎将軍           | 宣帝 | 五鳳2年5月 （前55年）       | 甘露元年3月丁巳 （前53年）       | 強弩将軍             | 死去         | 許広漢の弟 宣帝許皇后の叔父 成帝許皇后の祖父           |
| 史高   | 車騎将軍           | 宣帝 | 黄龍元年12月癸酉 （前49年） | 永光元年7月癸未 （前43年）       | 侍中                 | 引退         | 史良娣の甥 史皇孫劉進の従兄弟 史丹の父                 |
| 王接   | 車騎将軍           | 元帝 | 永光元年9月戊子 （前43年）  | 永光3年4月癸未 （前41年）        | 侍中 衛尉            | 死去         | 悼后の甥                                               |
| 許嘉   | 車騎将軍           | 元帝 | 永光3年7月壬戌 （前41年）   | 建始3年8月癸丑 （前30年）        | 左将軍衛尉           | 罷免         | 許延寿の子 宣帝許皇后の従兄弟 成帝許皇后の父           |
| 王鳳   | 大将軍             | 成帝 | 竟寧元年6月己未 （前33年）  | 陽朔3年8月丁巳 （前22年）        | 侍中 衛尉            | 死去         | 成帝王皇后の兄 王莽の伯父                              |
| 王音   | 車騎将軍           | 成帝 | 陽朔3年9月甲子 （前22年）   | 永始2年正月乙巳 （前15年）       | 御史大夫             | 死去         | 成帝王皇后の従弟 王鳳の従弟                            |
| 王商   | 衛将軍             | 成帝 | 永始2年2月丁酉 （前15年）   | 永始4年11月庚申 （前13年）       | 特進                 | 引退         | 王鳳の異母弟 成帝王皇后の異母弟 王莽の叔父             |
| 王商   | 衛将軍 →大将軍     | 成帝 | 元延元年正月壬戌 （前12年） | 元延元年12月辛亥 （前12年）      |                      | 死去         | 王鳳の異母弟 成帝王皇后の異母弟 王莽の叔父             |
| 王根   | 驃騎将軍 →（なし） | 成帝 | 元延元年12月庚申 （前12年） | 綏和元年7月甲寅 （前8年）        | 光禄勲               | 引退         | 王鳳の異母弟 成帝王皇后の異母弟 王莽の叔父             |
| 王莽   | （なし）           | 成帝 | 綏和元年11月丙寅 （前8年）  | 綏和2年11月丁卯 （前7年）        | 侍中 騎都尉 光禄大夫 | 罷免         | 王鳳の甥 成帝王皇后の甥                                |
| 師丹   | （なし）           | 哀帝 | 綏和2年 （前7年）           | 綏和2年-建平元年 （前7年-前6年） | 左将軍               | 転任 →大司空 |                                                        |
| 傅喜   | （なし）           | 哀帝 | 建平2年4月丁酉 （前6年）    | 建平2年2月丁丑 （前5年）         | 侍中 光禄大夫        | 罷免         | 成帝傅昭儀の従弟                                       |
| 丁明   | 衛将軍 →驃騎将軍   | 哀帝 | 建平2年 （前5年）           | 元寿元年9月己卯 （前2年）        |                      | 罷免         | 丁姫の兄弟                                             |
| 傅晏   | 衛将軍             | 哀帝 | 元寿元年 （前2年）          | 元寿元年 （前2年）               | 特進                 | 罷免         | 傅昭儀の従弟 哀帝傅皇后の父                            |
| 韋賞   | 車騎将軍           | 哀帝 | 元寿元年11月壬午 （前2年）  | 元寿元年11月己丑 （前2年）       | 光禄大夫             | 死去         |                                                        |
| 董賢   | 衛将軍             | 哀帝 | 元寿元年12月庚子 （前2年）  | 元寿2年6月乙未 （前1年）         | 侍中 駙馬都尉        | 罷免         |                                                        |
| 王莽   | （なし）           | 平帝 | 元寿2年6月庚申 （前1年）    | 元始元年2月丙辰 （後1年）        |                      | 転任         | 再任                                                   |

#### 新
| 名前 | 将軍号   | 皇帝 | 就任                   | 退任                 | 前職     | 退任理由   | 備考        |
| ---- | -------- | ---- | ---------------------- | -------------------- | -------- | ---------- | ----------- |
| 甄邯 | （なし） | 王莽 | 始建国元年正月 （9年） | 始建国4年 （12年）   |          | 死去       | [ 1 ]       |
| 孔永 | （なし） | 王莽 | 始建国4年 （12年）     | 始建国5年 （13年）   | 寧始将軍 | 引退       | [ 1 ]       |
| 逯並 | （なし） | 王莽 | 始建国5年 （13年）     | 天鳳元年3月 （14年） |          | 罷免       | [ 1 ]       |
| 苗訢 | （なし） | 王莽 | 天鳳元年3月 （14年）   | 天鳳2年 （15年）     | 五威将軍 | 左遷 →司命 | [ 1 ]       |
| 陳茂 | （なし） | 王莽 | 天鳳2年 （15年）       | 天鳳3年7月 （16年）  |          | 罷免       | [ 1 ]       |
| 荘尤 | （なし） | 王莽 | 天鳳3年7月 （16年）    | 天鳳6年 （19年）     |          | 罷免       | [ 1 ] [ 2 ] |
| 董忠 | （なし） | 王莽 | 天鳳6年 （19年）       | 地皇4年7月 （23年）  |          | 殺害       | [ 2 ]       |
| 王邑 | （なし） | 王莽 | 地皇4年 （23年）       | 地皇4年10月 （23年） | 大司空   | 戦死       | [ 2 ]       |

#### 新末後漢初
| 名前     | 将軍号   | 君主   | 就任                     | 退任                     | 前職                    | 退任理由     | 備考                |
| -------- | -------- | ------ | ------------------------ | ------------------------ | ----------------------- | ------------ | ------------------- |
| 朱鮪     | （なし） | 更始帝 | 更始元年2月辛巳 （23年） | 建武元年9月辛卯 （25年） |                         | 光武帝に降伏 | 更始2年より左大司馬 |
| （劉秀） | 破虜将軍 | 更始帝 | 更始元年9月 （23年）     | 建武元年6月己未 （25年） | 司隷校尉                | 皇帝即位     | 行大司馬事          |
| （劉賜） | （なし） | 更始帝 | 更始2年 （24年）         | 更始3年9月 （25年）      | 丞相                    | 政権崩壊     | 前大司馬            |
| （趙萌） | （なし） | 更始帝 | 更始2年 （24年）         | 更始3年9月 （25年）      |                         | 政権崩壊     | 右大司馬            |
| 荘尤     | （なし） | 劉望   | 更始元年8月 （23年）     | 更始元年10月 （23年）    |                         | 政権崩壊     | 新でも大司馬        |
| 李育     | （なし） | 王郎   | 更始元年12月 （23年）    | 更始3年 （25年）         |                         | 政権崩壊     | [ 5 ]               |
| （逄安） | （なし） | 劉盆子 | 建世元年6月 （24年）     | 建世3年閏月丙午 （27年） |                         | 光武帝に降伏 | 左大司馬            |
| （謝禄） | （なし） | 劉盆子 | 建世元年6月 （24年）     | 建世3年閏月丙午 （27年） |                         | 光武帝に降伏 | 右大司馬            |
| 弓林     | （なし） | 劉嬰   | 更始3年正月 （25年）     | 更始3年 （25年）         |                         | 政権崩壊     | [ 4 ]               |
| 蘇茂     | （なし） | 劉永   | 建武2年 （26年）         | 建武5年 （29年）         | 更始討難将軍 （光武帝） | 政権崩壊     | [ 7 ]               |

#### 後漢
| 名前     | 将軍号   | 皇帝   | 就任                      | 退任                      | 前職                | 退任理由   | 備考        |
| -------- | -------- | ------ | ------------------------- | ------------------------- | ------------------- | ---------- | ----------- |
| 呉漢     | （なし） | 光武帝 | 建武元年7月壬午 （25年）  | 建武20年5月辛亥 （44年）  | 漢大将軍            | 死去       | [ 3 ] [ 8 ] |
| （劉隆） | 驃騎将軍 | 光武帝 | 建武20年6月壬辰 （44年）  | 建武27年5月丁丑 （51年）  | 左中郎将            | 大司馬廃止 | 行大司馬事  |
| 劉虞     | （なし） | 献帝   | 中平6年9月乙酉 （189年）  | 初平4年 （193年）         | 太尉                | 殺害       | [ 9 ]       |
| （李傕） | （なし） | 献帝   | 興平2年5月壬午 （195年）  |                           | 車騎将軍 領司隷校尉 |            | 自称？      |
| 張楊     | （なし） | 献帝   | 建安元年6月癸卯 （196年） | 建安2年11月 （197年）     | 安国将軍            | 殺害       | [ 9 ]       |
| （劉備） | （なし） | 献帝   | 建安24年秋 （219年）      | 建安26年4月丙午 （221年） |                     | 皇帝即位   | 自称        |

### 三国時代

#### 曹魏
| 名前       | 将軍号   | 皇帝 | 就任                      | 退任                     | 前職       | 退任理由 | 備考          |
| ---------- | -------- | ---- | ------------------------- | ------------------------ | ---------- | -------- | ------------- |
| （公孫康） | （なし） | 文帝 |                           |                          |            |          | 追贈          |
| 曹仁       | （なし） | 文帝 | 黄初2年12月己卯 （221年） | 黄初4年3月丁未 （223年） | 大将軍     | 死去     | [ 12 ] [ 14 ] |
| 曹休       | （なし） | 明帝 | 黄初7年12月 （226年）     | 太和2年9月庚子 （228年） | 征東大将軍 | 死去     | [ 15 ] [ 16 ] |
| 曹真       | （なし） | 明帝 | 太和4年2月癸巳 （230年）  | 太和5年3月 （231年）     | 大将軍     | 死去     | [ 15 ] [ 17 ] |
| 公孫淵     | （なし） | 明帝 | 青龍元年12月 （233年）    |                          |            |          | [ 15 ] [ 13 ] |

#### 蜀漢
| 名前 | 将軍号   | 皇帝 | 就任                 | 退任                  | 前職   | 退任理由 | 備考          |
| ---- | -------- | ---- | -------------------- | --------------------- | ------ | -------- | ------------- |
| 蔣琬 | （なし） | 後主 | 延熙2年3月 （239年） | 延熙9年11月 （246年） | 大将軍 | 死去     | [ 18 ] [ 19 ] |

#### 孫呉
| 名前     | 将軍号   | 皇帝 | 就任                      | 退任                      | 前職     | 退任理由 | 備考          |
| -------- | -------- | ---- | ------------------------- | ------------------------- | -------- | -------- | ------------- |
| 呂範     | （なし） | 大帝 | 黄武7年 （228年）         | 黄武7年 （228年）         |          | 死去     | [ 20 ] [ 21 ] |
| （朱然） | （なし） | 大帝 | 赤烏9年9月 （246年）      | 赤烏12年3月 （249年）     | 車騎将軍 | 死去     | 左大司馬      |
| （全琮） | （なし） | 大帝 | 赤烏9年9月 （246年）      | 赤烏10年正月 （247年）    | 衛将軍   | 死去     | 右大司馬      |
| 呂岱     | （なし） | 孫亮 | 太元元年閏月 （251年）    | 太平元年9月己丑 （256年） | 上大将軍 | 死去     | [ 24 ] [ 25 ] |
| 滕胤     | （なし） | 孫亮 | 太平元年9月癸卯 （256年） | 太平元年 （256年）        | 丞相     | 処刑     | [ 24 ] [ 26 ] |
| （施績） | （なし） | 孫晧 | 元興元年8月 （264年）     | 建衡2年4月 （270年）      | 上大将軍 | 死去     | 左大司馬      |
| （丁奉） | （なし） | 孫晧 | 元興元年8月 （264年）     | 建衡3年 （271年）         | 大将軍   | 死去     | 右大司馬      |
| 陸抗     | （なし） | 孫晧 | 鳳凰2年8月 （273年）      | 鳳凰3年 （274年）         | 楽郷都督 | 死去     | [ 27 ] [ 28 ] |